# Paracanthostracion lindsayi
A Paracanthostracion lindsayi a csontos halak (Osteichthyes) főosztályának a sugarasúszójú halak (Actinopterygii) osztályához, ezen belül a gömbhalalakúak (Tetraodontiformes) rendjéhez és a bőröndhalfélék (Ostraciidae) családjához tartozó faj.
Nemének egyetlen faja.

## Előfordulása
A Paracanthostracion lindsayi a Csendes-óceán délnyugati részén, az új-zélandi szigetek környékén fordul elő.

## Életmódja
A Paracanthostracion lindsayi mérsékelt övi, tengeri halfaj, amely a tengerfenéken él.